# 隍城信号場
隍城信号場（ファンソンしんごうじょう）は、大韓民国慶尚北道慶州市にかつて存在した東海南部線の信号場である。
現在の隍城分岐点付近に位置していた。1992年11月1日に慶州市内の線路移設に伴い廃止された。